# حرب تورستنسون

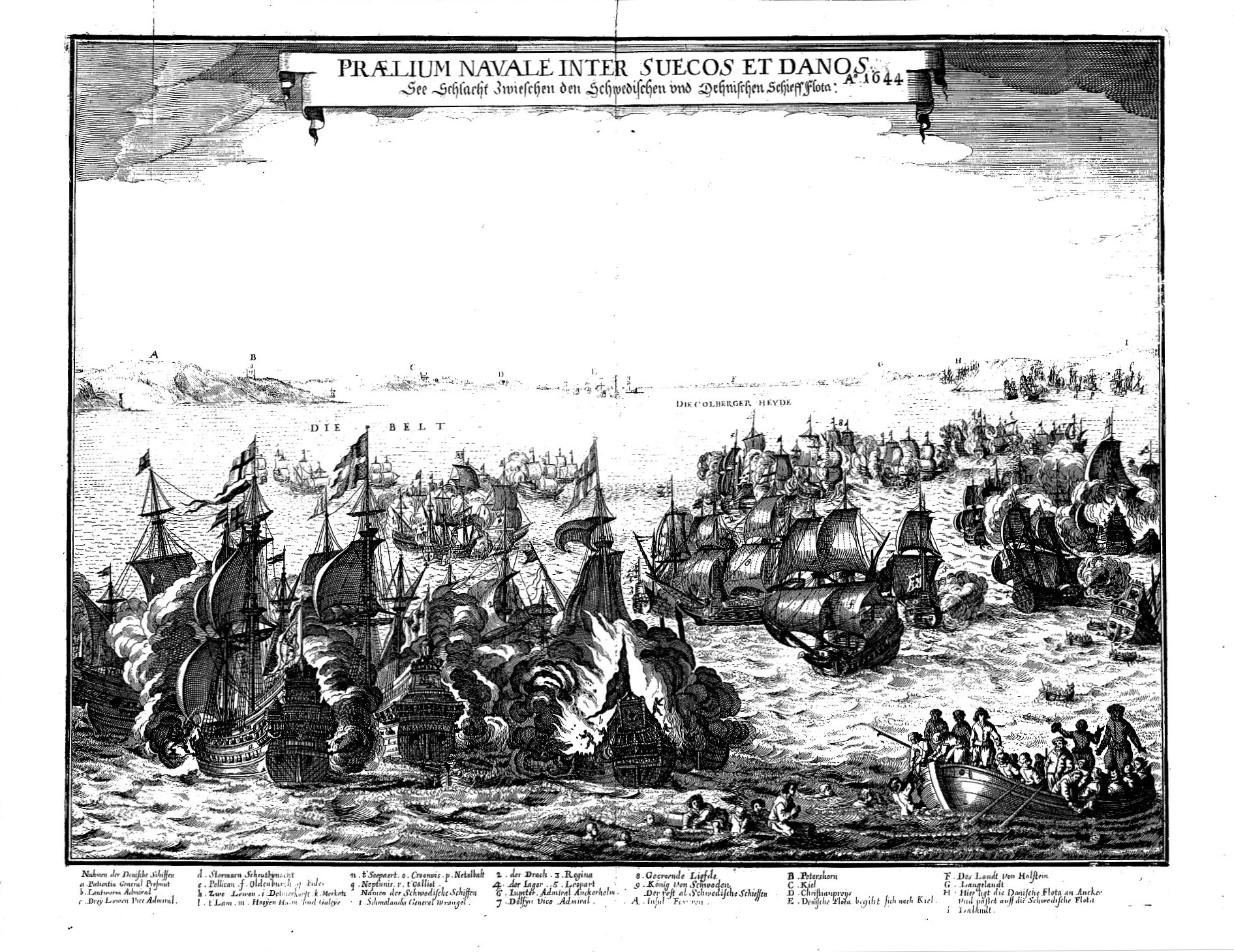
طباعة رسومية لمعركة البحر في أكتوبر 1644

حرب تورستنسون، المسمّاة أيضًا صراع هانيبال، أو حرب هانيبال، كانت صراعًا قصير الأمد بين السويد واتحاد الدنمارك-النرويج من العام 1643 حتى 1645 مع نهاية حرب الثلاثين عامًا. اشتُقّت تسمية الصراع من اسم الجنرال السويدي لينارت تورستنسون، والحاكم العام النرويجي هانيبال سييسته.
بموجب معاهدة لوبك للعام 1629، انسحبت الدنمارك من حرب الثلاثين عامًا. عقب الانتصارات التي أحرزتها السويد في الحرب، ساد شعور في السويد بوجوب شنّ هجوم على الدنمارك بسبب موقعها الجغرافي الذي قد يفيد السويد. غزت السويد الدنمارك ضمن حرب قصيرة استمرت لعامين. في معاهدة برومسيبرو الثانية (1645)، التي أنهت الحرب، فُرض على الدنمارك تقديم تنازلات إقليمية هائلة وإعفاء السويد من رسوم المجاز البحري، وكان ذلك بمثابة إقرار دنماركي بحكم الأمر الواقع لنهاية الهيمنة الدنماركية في بحر البلطيق. لم تُفلح المحاولات الدنماركية لتقويض هذه المُخرجات خلال حرب الشمال الثانية، والحرب السكونية، وحرب الشمال العظمى.

## خلفية الأحداث
حققت السويد انتصارات هائلة في حرب الثلاثين عامًا، لا سيّما بعد أن هزمت الجيوش الإمبراطورية في ألمانيا، وبعد أن أحرزت انتصارات كبيرة في ظلّ قيادة الملك غوستاف الثاني أدولف وبعد وفاته، وتحت قيادة الكونت أكسل أكسنستيرنا اللورد المستشار الأعلى للسويد. ومع ذلك، فقد كانت السويد واقعةً في الآن ذاته تحت تهديد مستمر من طرف اتحاد الدنمارك-النرويج، والذي طوّق كامل السويد تقريبًا من الجنوب (بليكينيه، وسكونا، وهالاند)، والغرب (بوهوسلان)، والشمال الغربي (يمتلاند). كما مثّلت رسوم المجاز البحري التي تفرضها الدنمارك مصدرًا مستمرًا للتوتر وكانت عاملًا أسهم في نشوب الحرب. في ربيع العام 1643، خلُص مجلس شورى الملك السويدي إلى أن قوة بلادهم العسكرية تجعل انتزاع مكاسب إقليمية على حساب الدنمارك أمرًا ممكنًا. وضع الكونت خطة الحرب، وفي مايو شنّ على الدنمارك هجومًا صاعقًا على عدة جبهات.

## مقدمات الحرب
أصدر المارشال السويدي لينارت تورستنسون أوامر الزحف العسكري على الدنمارك. انطلاقًا من بوهيميا، غزتْ قواته الأراضي الدنماركية في هولشتاين في 12 ديسمبر، وبحلول نهاية يناير من العام 1644، أحكم قبضته على شبه جزيرة يوتلاند. في فبراير 1644، وبجيش قوامه 11000 جنديّا، احتل الجنرال السويدي غوستاف هورن معظم مقاطعات هالاند وسكونا الدنماركية، ما عدا مدينة مالمو المنيعة.

## مُجريات الحرب

### الدنمارك
أخذ ذلك الهجوم الدنمارك على حين غرّة وهي في أسوأ استعدادتها العسكرية، ولكن الملك كريستيان الرابع ملك الدنمارك والنرويج حافظ على رباطة جأشه. وتبعًا لذلك، أوكل مهمّة حماية جزر بلاده إلى الأسطول البحري، وحقق انتصارًا قصير الأمد في معركة كولبيرغر هايده في 1 يوليو 1644، ولكنّه مُني بهزيمة ساحقة في معركة فيمارن في 13 أكتوبر 1644 بمواجهة الأسطول الهولندي السويدي. إضافة إلى ذلك، عوّل على القوات النرويجية لتخفيف الضغط العسكري على المقاطعات الدنماركية في سكونا، عبر مهاجمة السويد على طول الحدود النرويجية السويدية.

### النرويج
لم تنخرط النرويج في الحرب برضاها التامّ، وقد كانت تحت حُكم صهر كريستيان، الحاكم العام هانيبال سييسته. عارض عامة الشعب النرويجي الهجوم على السويد، والذي كان يعني أنّهم سيتعرضون لا محالة لهجوم عسكري مضاد. تنامت المعارضة الشعبية لسياسات الستاتهاودر سييته، وأُطلقت على الحرب الاسم الساخر، «حرب هانيبال». لم يحفلْ الدنماركيون كثيرًا بمشاعر الشعب النرويجي عند تعرّض الدنمارك للخطر، وشنّ ياكوب أولفيلد هجومًا على السويد من مقاطعة يمتلاند النرويجية. ولكنه أُجبر على التراجع، واحتلت القوات السويدية يمتلاند لفترة وجيزة، وواصلت تقدمها حتى أوستيردلن النرويجية قبل أن يُصدّ هجومها.
كان سييسته قد استعد للتقدم بجيشه وجيش رديف بقيادة هنريك بيلكه للهجوم على فارملاند السويدية، لكن جاءت أوامر بأخذه مكان الملك في قيادة الهجوم الدنماركي على يوتوبري (غوتنبرغ) السويدية. وعند وصول سييسته، انضم الملك إلى أسطوله وأبلى بلاءً عسكريًا بطوليًا، بالرغم من تعرضه للإصابة، وهو ما منع جيش تورستنسون من غزو الجزر الدنماركية. على الجبهة النرويجية، هاجم سييسته مدينة فانسبوري السويدية المقامة حديثًا وأحالها دمارًا. كما أرسل قوات نرويجية بقيادة جورج فون رايشفاين ليعبر الحدود من مقاطعتي فينغر وإيدسكوغ، وأرسل قوات أخرى بقيادة هنريك بيلكه للهجوم على دالسلاند السويدية.